# Mistrovství světa v rallye 1986

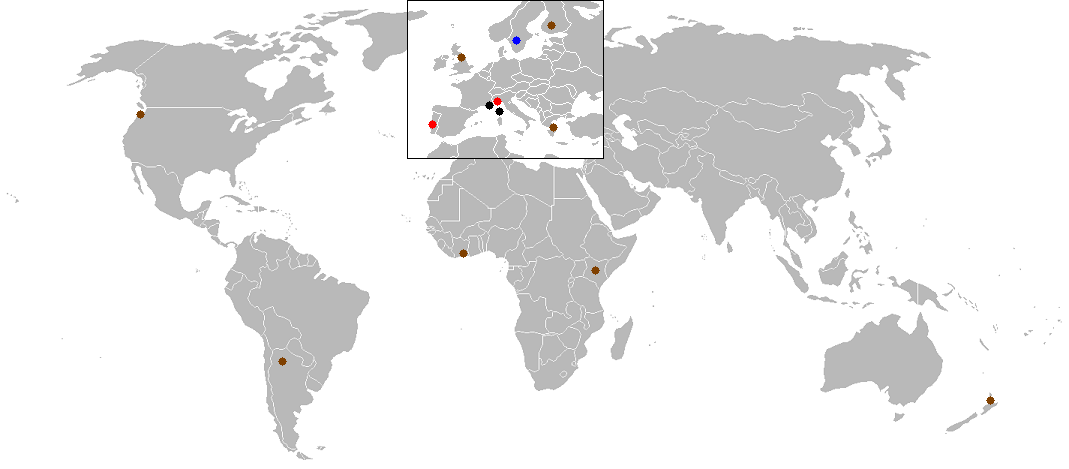
země pořádající Mistrovství světa v roce 1986

Mistrovství světa v rallye 1986 (anglicky: World Rallye Championship 1986) byla série závodů mistrovství světa v rallye v roce 1986. Vítězem se stal fin Juha Kankkunen na voze Peugeot 205 Turbo 16 E2. Automobilka Peugeot získala i pohár konstruktérů.

## Rallye Monte Carlo 1986
1. Henri Toivonen, Piironen – Lancia Delta S4
2. Timo Salonen, Harjanne – Peugeot 205 T16 E2
3. Hannu Mikkola, Hertz – Audi Quattro S1
4. Walter Röhrl, Geistdorfer – Audi Quattro S1
5. Juha Kankkunen, Gallagher – Peugeot 205 T16 E2
6. Bruno Saby, Fauchille – Peugeot 205 Turbo 16 E2
7. Servia, Sabater – Lancia 037 Rally
8. Oreille, Oreille – Renault 11 Turbo
9. Kenneth Eriksson, Dietman – Volkswagen Golf II GTI 16V
10. Franz Wittmann, Feltz – Volkswagen Golf II GTI 16V

## Švédská rallye 1986
1. Juha Kankkunen, Gallagher – Peugeot 205 T16 E2
2. Markku Alen, Kivimaki – Lancia Delta S4
3. Kalle Grundell, Melander – Ford RS200
4. Mikael Ericsson, Johansson – Audi 80 Quattro
5. Gunnar Petersson, Petersson – Audi Quattro
6. Jean-Claude Andruet, Peuvergne – Citroën BX 4TC
7. Kenneth Eriksson, Dietman – Volkswagen Golf II GTI 16V
8. Ericsson, Rosendahl – Subaru RX Turbo
9. Johansson, Olsson – Opel Kadett GSI
10. Nilsson, Gustavsson – Audi 90 Quattro

## Portugalská rallye 1986
1. Moutinho, Fortes – Renault 5 Turbo
2. Bica, Junior – Lancia 037 Rally
3. Del Zoppo, Roggia – Fiat Uno Turbo
4. Ortigao, Perez – Toyota Corolla GT
5. Tchine, Thimonier – Opel Manta 400
6. Coulomines, Causse – Peugeot 205 GTI
7. Fernandes, Monteiro – Fiat Ritmo Abarth
8. Recordati, Delorne – Opel Manta 400
9. Segurado, Prata – Renault 11 Turbo
10. Coutinho, Manuel – Toyota Corolla GT

## Safari rallye 1986
1. Björn Waldegaard, Gallagher – Toyota Celica TCT
2. Lars-Eric Torph, Thorszelius – Toyota Celica TCT
3. Markku Alen, Kivimaki – Lancia 037 Rally
4. Erwin Weber, Wanger – Toyota Celica TCT
5. Juha Kankkunen, Gallagher – Peugeot 205 T16 E2
6. Mike Kirkland, Nixon – Subaru RX Turbo
7. Tundo, Thomson – Subaru RX Turbo
8. Shekhar Mehta, Combes – Peugeot 205 T16 E2
9. Criticos, Cravos – Lancia 037 Rally
10. Hellier, Williamson – Lancia 037 Rally

## Korsická rallye 1986
1. Bruno Saby, Fauchille – Peugeot 205 Turbo 16 E2
2. Francois Chatriot, Perin – Renault Maxi 5 Turbo
3. Yves Loubet, Vieu – Alfa Romeo GTV6
4. Jean Ragnotti, Thimonier – Ranault 11 Turbo
5. Torre, De La Foata – Renault 5 Turbo
6. Rouby, Martin – Renault 5 Turbo
7. Nerri, Demedardi – Renault 5 Turbo
8. Kenneth Eriksson, Dietman – Volkswagen Golf II GTI 16V
9. Casanova, Martini – Talbot Samba
10. Gardavod, Levivier – Porsche 911 SC RS

## Acropolis rallye 1986
1. Juha Kankkunen, Gallagher – Peugeot 205 T16 E2
2. Miki Biasion, Siviero – Lancia Delta S4
3. Bruno Saby, Fauchille – Peugeot 205 Turbo 16 E2
4. Sajid Al-Hajri, Spiller – Porsche 911 SC RS
5. Stratissino, Kertakis – Nissan 240 RS
6. Rudi Stohl, Kaufmann – Audi Quattro
7. Kenneth Eriksson, Dietman – Volkswagen Golf II GTI 16V
8. Moschous, Vazakas – Nissan 240 RS
9. Franz Wittmann, Feltz – Volkswagen Golf II GTI 16V
10. Raynert, Cassina – Fiat Uno Turbo

## Rallye Nový Zéland1986
1. Juha Kankkunen, Gallagher – Peugeot 205 T16 E2
2. Markku Alen, Kivimaki – Lancia Delta S4
3. Miki Biasion, Siviero – Lancia Delta S4
4. Mikael Ericsson, Johansson – Lancia Delta S4
5. Timo Salonen, Harjanne – Peugeot 205 T16 E2
6. Allport, Freeth – Mazda RX-7
7. Kenneth Eriksson, Dietman – Volkswagen Golf II GTI 16V
8. Davidson, Carmichael – Nissan 240 RS
9. Cook, Jones – Nissan 240 RS
10. Millen, Bellefleur – Mazda 323 Familia 4WD

## Argentinská rallye 1986
1. Miki Biasion, Siviero – Lancia Delta S4
2. Markku Alen, Kivimaki – Lancia Delta S4
3. Stig Blomqvist, Cederberg – Peugeot 205 T16 E2
4. Jorge Recalde, Del Buono – Lancia Delta S4
5. Kenneth Eriksson, Dietman – Volkswagen Golf II GTI 16V
6. Rudi Stohl, Kaufmann – Audi Quattro
7. Franz Wittmann, Feltz – Volkswagen Golf II GTI 16V
8. Celsi, Olave – Subaru RX Turbo
9. Soto, Christie – Renault 18 GTX
10. Criticos, Thatthi – Opel Manta 400

## Finská rallye 1986
1. Timo Salonen, Harjanne – Peugeot 205 T16 E2
2. Juha Kankkunen, Gallagher – Peugeot 205 T16 E2
3. Markku Alen, Kivimaki – Lancia Delta S4
4. Stig Blomqvist, Cederberg – Peugeot 205 T16 E2
5. Mikael Ericsson, Johansson – Lancia Delta S4
6. Kalle Grundell, Melander – Lancia Delta S4
7. Per Eklund, Whittock – MG Metro 6R4
8. Harri Toivonen, Wrede – MG Metro 6R4
9. Lasse Lampi, Kuukkala – Audi Quattro
10. Malcolm Wilson, Harris – MG Metro 6R4

## Rallye Pobřeží slonoviny 1986
1. Björn Waldegaard, Gallagher – Toyota Celica TCT
2. Lars-Eric Torph, Thorszelius – Toyota Celica TCT
3. Erwin Weber, Wanger – Toyota Celica TCT
4. Ulyate, Street – Toyota Celica TCT
5. Assef, Boy – Opel Manta 400
6. Wiedner, Zehetner – Audi Quattro A2
7. Rudi Stohl, Kaufmann – Audi Quattro
8. Ambrosino, Le Saux – Nissan 240 RS
9. Copetti, Dionneau – Toyota Corolla GT
10. Yace, Yace – Mitsubishi Lancer

## Rallye San Remo 1986
1. Markku Alen, Kivimaki – Lancia Delta S4
2. Dario Cerato, Cerri – Lancia Delta S4
3. Miki Biasion, Siviero – Lancia Delta S4
4. Malcolm Wilson, Harris – MG Metro 6R4
5. Kenneth Eriksson, Dietman – Volkswagen Golf II GTI 16V
6. Ladislav Křeček, Motl – Škoda 130 LR
7. Fiorino, Pirollo – Fiat Uno Turbo
8. Tchine, Thimonier – Opel Manta 400
9. Svatopluk Kvaizar, Janeček – Škoda 130 LR
10. Lupini, Davanzo – Renault 5 GT

## RAC Rallye 1986
1. Timo Salonen, Harjanne – Peugeot 205 T16 E2
2. Markku Alen, Kivimaki – Lancia Delta S4
3. Juha Kankkunen, Gallagher – Peugeot 205 T16 E2
4. Mikael Sundstrom, Silander – Peugeot 205 T16 E2
5. Kalle Grundell, Melander – Ford RS200
6. Tony Pond, Arthur – MG Metro 6R4
7. Per Eklund, Berglund – MG Metro 6R4
8. Jimmy McRae, Grindrod – MG Metro 6R4
9. Llevellin, Short – MG Metro 6R4
10. Ingvar Carlsson, Bohlin – Mazda 323 Familia 4WD

## Olympus rallye 1986
1. Markku Alen, Kivimaki – Lancia Delta S4
2. Juha Kankkunen, Gallagher – Peugeot 205 T16 E2
3. Jeff Buffum, Wilson – Audi Sport Quattro
4. Lars-Eric Torph, Thorszelius – Toyota Celica TCT
5. Björn Waldegaard, Gallagher – Toyota Celica TCT
6. Alessandrini, Alessandrini – Lancia Delta S4
7. Millen, Bellefleur – Mazda 323 Familia 4WD
8. Bourne, Scott – Subaru RX Turbo
9. Smith, Ward III. – Toyota Corolla GT
10. Choiniere, Grimshaw – Audi 80 Quattro

## Celkové pořadí

### Značky
1. Peugeot Sport – 137
2. Lancia Racing – 122
3. Volkswagen Motorsport – 65
4. Audi Sport – 29
5. Ford M-Sport – 24
6. Toyota Team Europe – 20
7. Renault Sport – 14
8. Subaru World Rally Team – 13
9. Rover Rally Team – 12
10. Citroën Sport – 10

### Jezdci
1. Juha Kankkunen, Gallagher – Peugeot 205 T16 E2 – 118
2. Markku Alen, Kivimaki – Lancia Delta S4 – 104
3. Timo Salonen, Harjanne – Peugeot 205 T16 E2 – 63
4. Björn Waldegaard, Thorselius – Toyota Celica TCT – 48
5. Miki Biasion, Siviero – Lancia Delta S4 – 47
6. Lars-Eric Torph, Thorszelius – Toyota Celica TCT – 40
7. Bruno Saby, Fauchille – Peugeot 205 Turbo 16 E2 – 38
8. Mikael Ericsson, Johansson – Lancia Delta S4 – 28
9. Kalle Grundell, Melander – Ford RS200 – 26
10. Kenneth Eriksson, Dietman – Volkswagen Golf II GTI 16V – 25